# Sierra de la Horcajada
La Sierra de la Horcajada (Risco de la Umbrela; 1562 m; término municipal de Santiago del Collado) está situada en la provincia de Ávila (España). Es una Sierra perteneciente al Sistema Central, cuyo eje principal está orientado al nordeste. La longitud total del cordel es de aproximadamente 17 kilómetros, ocupando un área proyectada de unos 62 km², con un perímetro de 36 km. 
Está limitada al norte por el Valle del Corneja, al este por la localidad de Piedrahíta, al sur por la Sierra de Villafranca y al oeste por el río Tormes. El Puerto de Santiago la separa al sur de la Sierra de Villafranca.

## Municipios
La superficie de la sierra es de 6.200 hectáreas y engloba territorios de los siguientes municipios:
- La Horcajada
- Hoyorredondo
- Piedrahíta
- Santiago del Collado
- La Aldehuela
- Santa María de los Caballeros
- San Lorenzo de Tormes

- Datos: Q6127929
- Multimedia: Sierra de la Horcajada / Q6127929